# Карлос Діарте
Карлос Діарте (ісп. Carlos Diarte, 26 січня 1954, Асунсьйон — 29 червня 2011, Валенсія) — парагвайський футболіст, що грав на позиції нападника зокрема за низку європейських команд, а також національну збірну Парагваю. По завершенні ігрової кар'єри — тренер.

## Клубна кар'єра
У дорослому футболі дебютував 1970 року виступами за команду «Олімпія» (Асунсьйон), в якій провів три сезони. 
Своєю грою за цю команду привернув увагу представників тренерського штабу іспанського клубу «Реал Сарагоса», до складу якого приєднався 1973 року. Відразу став одним з основних гравців команди, яка боролося за найвищі місця у першості. Відіграв за клуб із Сарагоси два з половиною сезони кар'єри, протягом яких був одним з його головних бомбардирів, маючи середню результативність на рівні 0,47 голу за гру першості. У сезоні 1975/76 забив рекордні для себе 16 голів у чемпіонаті, проте сама команда турнір провалила, опустившись на 14-те місце Ла-Ліги з другого місця, завойованого попереднього сезону. 
Того ж 1976 року перейшов до «Валенсії», де продовжив демонструвати високу результативність, повторивши свій результат у 16 голів в сезоні 1976/77. Однак у подальшому за «Валенсію» забивав украй рідко, остаточно перейшовши «у тінь» основного бомбардира команди аргентинця Маріо Кемпеса.
Згодом провів сезон у «Саламанці», після чого протягом 1980–1983 років захищав кольори клубу «Реал Бетіс», в якому знову почав регулярно відзначатися забитими голами.
Пізніше грав у Франції за «Сент-Етьєн», після чого повернувся на батьківщину, до рідної «Олімпії» (Асунсьйон), виступами за яку і завершив виступи на професійному рівні у 1987 році.

## Виступи за збірні
1971 року грав за юнацьку збірну Парагваю (U-19).
1971 року дебютував в офіційних матчах у складі національної збірної Парагваю. Протягом наступних трьох років регулярно викликався до її лав, після чого на тривалий час зник з національної команди. 1981 року відбулося нетривале повернення гравця до збірної, загалом провів у її формі 14 матчів.

## Кар'єра тренера
Розпочав тренерську кар'єру, повернувшись до футболу після невеликої перерви, 1996 року, очоливши тренерський штаб другої команди мадридського «Атлетіко».
Згодом працював в Іспанії з командами «Саламанки» і «Хімнастіка», пізніше — на батьківщині з асунсьйонськими «Гуарані» і «Олімпією», а також «Атлетіко Колехіалес».
Останнім місцем тренерської роботи була збірна Екваторіальної Гвінеї, головним тренером якої Карлос Діарте був з 2009 по 2010 рік.
Помер 29 червня 2011 року на 58-му році життя у Валенсії.
| Дата       | Місто          | Господарі | Результат | Гості     | Турнір                       | Голи | Примітки |
| ---------- | -------------- | --------- | --------- | --------- | ---------------------------- | ---- | -------- |
| 4-7-1971   | Асунсьйон      | Парагвай  | 1 – 1     | Аргентина | Copa Rosa Chevallier Boutell | -    |          |
| 9-7-1971   | Буенос-Айрес   | Аргентина | 0 – 1     | Парагвай  | товариський матч             | -    |          |
| 11-7-1971  | Буенос-Айрес   | Аргентина | 0 – 1     | Парагвай  | Copa Rosa Chevallier Boutell | -    |          |
| 14-7-1971  | Сантьяго       | Чилі      | 2 – 3     | Парагвай  | Copa José Felix              | -    |          |
| 24-7-1971  | Ріо-де-Жанейро | Бразилія  | 0 – 1     | Парагвай  | товариський матч             | -    |          |
| 27-7-1971  | Ліма           | Перу      | 0 – 0     | Парагвай  | товариський матч             | -    |          |
| 8-8-1971   | Асунсьйон      | Чилі      | 2 – 0     | Парагвай  | Copa José Felix              | -    |          |
| 26-4-1972  | Порту-Алегрі   | Бразилія  | 2 – 3     | Парагвай  | товариський матч             | -    |          |
| 25-5-1972  | Сальта (місто) | Аргентина | 0 – 0     | Парагвай  | товариський матч             | -    |          |
| 2-9-1973   | Ла-Пас         | Болівія   | 2 – 1     | Парагвай  | Відбір до ЧС 1974            | -    |          |
| 18-10-1973 | Асунсьйон      | Парагвай  | 1 – 1     | Аргентина | Відбір до ЧС 1974            | -    |          |
| 17-5-1981  | Гуаякіль       | Еквадор   | 1 – 0     | Парагвай  | Відбір до ЧС 1982            | -    |          |
| 31-5-1981  | Асунсьйон      | Парагвай  | 3 – 1     | Еквадор   | Відбір до ЧС 1982            | -    |          |
| 7-6-1981   | Асунсьйон      | Парагвай  | 0 – 1     | Чилі      | Відбір до ЧС 1982            | -    |          |
| Усього     |                | Матчів    | 14        |           | Голів                        | 0    |          |

## Титули і досягнення
- Чемпіон Парагваю (1):

«Олімпія» (Асунсьйон): 1971
- Володар Кубка Іспанії (1):

«Валенсія»: 1978-1979
- Чемпіон Південної Америки (U-19): 1971